# Аблин, Маттис
Матти́с Абли́н (фр. Matthis Abline; родился 28 марта 2003, Анже) — французский футболист, нападающий клуба «Нант».

## Клубная карьера
Уроженец Анже, Маттис выступал за молодёжные команды «Ландмонте», «Каркефу» и «Ренна». В августе 2020 года подписал свой первый профессиональный контракт с «Ренном», рассчитанный на четыре года. 25 апреля 2021 года дебютировал в основном составе «Ренна» в матче французской Лиги 1 против «Дижона», выйдя на замену Мартену Терье.
С января по май 2022 года выступал за «Гавр» на правах аренды.
В январе 2023 года отправился в аренду в «Осер».

## Карьера в сборной
В 2019 году дебютировал в составе сборных Франции до 16 и до 17 лет.